# 徳光正行
徳光 正行（とくみつ まさゆき、1971年12月12日 - ）は、日本のキャスター、タレント。本名は德光 正和（とくみつ まさかず）。血液型はO型。所属事務所は佐藤企画。
祖父は映画監督の徳光寿雄。父はフリーアナウンサーの徳光和夫。サントリーに勤務している兄と、妹の3人兄妹の次男。フリーアナウンサーの田野辺実鈴は元妻。
ミッツ・マングローブは従弟にあたる。

## 人物
神奈川県茅ヶ崎市出身。中学卒業後プロレスラーを志したが、父の和夫に反対され断念。相洋高等学校卒業後、3浪の末に日本大学芸術学部音楽学科情報音楽コースに進学、1留して卒業。大学卒業後は就職せずにミュージシャンを目指していたが、2001年に父が入院したことにより自立を決意、タレントとしてデビューした。
父の影響により、大の巨人・プロレスファンである。三沢光晴との交流は、1992年から三沢が死去する2009年まで17年間続いた。三沢のお別れの会では父の和夫が弔辞を読み、2010年には、三沢とのエピソードを綴った『伝説になった男 - 三沢光晴という人 - 』を出版した。2010年6月17日発売の週刊新潮にて、同月20日に東京MXテレビアナウンサーの田野辺実鈴と結婚するという報道があり、それを受けて、6月17日放送の『ザ・ゴールデンアワー』のエンディングにて結婚を正式に発表した。2010年11月7日にザ・キャピトルホテル 東急で挙式披露宴を行ったが、2015年に離婚。2013年5月28日、西口プロレスにミル・マスカラスを模したマスクマン「ミル・マサカラス」として登場。試合中マスクを剥がされ正体が明らかになり、会場にゲストで来ていた父の前でファイトをした。お笑いプロレスごっことは言え、中学生の頃の夢だったプロレスデビューをかなえる事となった。以来、月一度の西口プロレス本興行にマサカラスとして定期的に参戦している。本名の正和は、兄と同じ様に「かず」の字を名前につけた方がいいと言った母が田村正和のファンで、抱いた時に田村正和が隣にいるような気持ちがいいということから名付けたという。

## 出演
まだ芸能界に入る前で当時高校生だった1989年、第13回アメリカ横断ウルトラクイズの第1問発表時（この時は予選開催日に新聞の朝刊の広告に問題が掲載された）に、茅ヶ崎の実家にて父の和夫と出演。テロップでは「次男 正和君」と本名で表記された。
父からは「マサ」と呼ばれており、共演番組でもそう呼ばれる。
2006年10月より、テレビ東京の情報番組『レディス4』の3代目司会者に就任する。その為、MXテレビ『5時に夢中!』は同年9月22日を以て降板した。2007年12月25日に行われた『ハッスル・ハウス ～クリスマスSP 2007～で』自身初のプロレス実況を担当し、親子2代でのプロレス実況が実現した。同年の大晦日に2年連続で『年忘れにっぽんの歌』の司会を担当した。
2006年に『年忘れにっぽんの歌』、『サルヂエ』、2007年には『24時間テレビ30』『オジサンズ11』で父と共演している。

## 出演番組
情報番組
| 期間         | 期間         | 番組名                                   | 役職             |
| ------------ | ------------ | ---------------------------------------- | ---------------- |
| 2004年10月   | 2005年3月    | ゼベック・オンライン（TOKYO MX）         | 総合MC           |
| 2005年4月    | 2006年9月    | 5時に夢中!（TOKYO MX）                   | メインMC         |
| 2006年9月8日 | 2006年9月8日 | ラジかるッ（日本テレビ）                 | ゲスト出演       |
| 2006年10月   | 2007年12月   | レディス4（テレビ東京系）                | パートナー司会   |
| 2007年10月   | 2009年3月    | TOKYOモーニングサプリ（TOKYO MX）        | メインキャスター |
| 2009年4月    | 2012年9月    | ゴールデンアワー Golden Hour（TOKYO MX） | 司会             |
| 2011年6月1日 | 2011年6月1日 | ファミ☆ピョン（TBS系）                   | ゲスト出演       |
| 2017年10月   | 2019年3月    | ひるキュン!（TOKYO MX）                  | アシスタント     |
| 2019年4月    | 2020年3月    | 日曜はカラフル!!（TOKYO MX）             | リポーター       |

バラエティ・クイズ関連・トーク番組・その他
- クイズ!ヘキサゴンII（フジテレビ、2006年7月12日） - 解答者
- オールスター感謝祭（TBS系、2006年9月30日、2013年9月28日） - 解答者
- 世界ウルルン滞在記（毎日放送制作・TBS系、2006年10月1日）
- ものまねバトル39（日本テレビ、2006年10月8日）
- サルヂエ2hSP（日本テレビ、2006年10月11日）
- サルヂエ（日本テレビ、2006年11月22日）
- 年忘れにっぽんの歌（テレビ東京系、2006年12月31日） - 父の和夫とダブル司会
- ガリンペイロ（TOKYO MX、2007年4月 - 2008年3月）
- オジサンズ11（日本テレビ系、2007年10月 - 2008年9月、準レギュラー）
- ハッスル・ハウス ～クリスマスSP 2007（CS放送 サムライTV、2007年12月25日） - 自身初の2世実況
- ライオンのごきげんよう（フジテレビ、2008年2月21日・2月22日・2月25日）
- 土曜スペシャル「一度は泊まりたい予約殺到の超人気宿」（テレビ東京、2008年3月8日） - 生島ヒロシと茨城県を旅行
- Qさま!!豪華芸能人プレッシャー学力試験頭いいNo.1決定戦SP（テレビ朝日系、2008年4月7日）
- 森田一義アワー 笑っていいとも!（フジテレビ、2008年9月16日）
- 徳光・玲子の歌謡ステージ（チバテレほか、2009年10月 - 2010年3月）
- スペチャ!（スペースシャワーTV、2009年4月 - 2010年3月）
- 田舎に泊まろう!（テレビ東京、2009年11月8日）
- ダウンタウンDX（ytv制作・日本テレビ系、2011年6月2日）
- 爆笑そっくりものまね紅白歌合戦スペシャル（フジテレビ、2011年9月27日）
- お試しかっ&Qさま!!合体SP（テレビ朝日、2011年10月24日）
- 徳光・まち子の演歌一番星（テレビ愛知、2012年3月 - ）
- ネプリーグSP（フジテレビ、2012年3月26日）
- 徳光正行の「あなたをもっと知りたくて！」（SMART USEN、毎週水曜日12時更新、2013年12月‐2018年2月[注釈 1]）
- しくじり先生 俺みたいになるな!!（テレビ朝日、2016年9月26日） - 学園の先生（自称、クズ光）
- ダウンタウンのガキの使いやあらへんで!（日本テレビ、2017年5月7日）
- カリギュラ シーズン2, エピソード8 再会 (Amazon Prime, 2018年8月31日)
- 徳光和夫のプロレス自慢できる話（日テレジータス）

## 作品

### 著書
- 『せんえつですが…。―徳光和夫の日常』（2003年3月、幻冬舎）ISBN 978-4344003095
- 『伝説になった男―三沢光晴という人』（2010年6月1日、幻冬舎）ISBN 978-4344018402
- 『怪談手帖 呪言』（2015年12月26日、竹書房）ISBN 978-4801905795
- 『怪談手帖 怨言』（2016年8月29日、竹書房）ISBN 978-4801908345
- 『怪談手帖 遺言』（2017年8月29日、竹書房）ISBN 978-4801911895
- 『冥界恐怖譚 鳥肌』（2018年9月28日、竹書房）ISBN 978-4801916180
- 『凶鳴怪談』（2020年4月27日、竹書房、共著）ISBN 978-4801922549

### 脚本
- 短編映画『シラユキサマ』（2019年、監督：諸江亮）[3] - 『怪談手帖 怨言』が原作